# Hieracium nidense
Hieracium nidense là một loài thực vật có hoa trong họ Cúc. Loài này được (F.Hanb.) Roffey mô tả khoa học đầu tiên.